# Ausentes
Ausentes es una película española de 2005 dirigida por Daniel Calparsoro.

## Argumento
Julia (Ariadna Gil) convive con su esposo Samuel (Jordi Mollà) y sus dos hijos: Félix (Nacho Pérez) y Luis (Omar Núñez). Julia pierde su trabajo, pero por su edad y experiencia no consigue encontrar otro del mismo puesto. Todos ellos se van a vivir a una urbanización de chalets a las fueras de Madrid. 
Nada más llegar, Julia percibe cosas extrañas en la urbanización: todo parece vacío, sin embargo, hay "algo" que no le gusta... Félix no acepta a su madre, pero Luis le tiene mucho cariño.
Estos miedos y temores hacen que Julia se plantee si realmente es aceptada por su familia. Un día, comienza a ver una extraña mujer dentro de su casa. La "aparición" solo es visible en la penumbra, y se desvanece al entrar la luz del exterior. Samuel, incrédulo de lo que dice su esposa, comienza a aplicarle fuertes sedantes, a la vez que la encierra en su habitación. Esto comienza a levantar sospechas en Julia que, en una de sus salidas, le sigue y le encuentra en una casa vacía, conversando con, aparentemente, una persona imaginaria. Al subir al piso superior de la casa, Julia ve a Félix en una situación similar; este, sorprendido por verla ahí, la amenaza con una katana de práctica. Al salir de la casa, Julia comienza a escuchar voces a su alrededor, a la vez que siluetas amenazantes parecen cernirse sobre ella.
Estos hechos hacen que Julia intente escapar del pueblo con Luis, pero este es capturado por la "mujer extraña". Temiendo por su vida y la de su hijo, Julia sube al auto de Samuel y le atropella. Félix es testigo de esto y comienza a correr. Julia le persigue con un cuchillo, intentado saber el paradero de Luis. Félix se refugia en la piscina local, y al pedir ayuda, Julia es de repente golpeada "por el aire".
La película entonces nos revela que Julia sufre algún tipo de enfermedad mental que le impide ver a la gente, y su marido cuida de ella (con más o menos paciencia, con más o menos resignación, con más o menos violencia). Félix, que parece no tener respeto a su madre, ve en ella a una figura materna débil a causa de su enfermedad, sin capacidad de imponerse a él. En realidad, Félix se preocupa por su madre, aunque el estado de Julia hace que tenga miedo de ella. La mujer que Julia ve a veces en su casa es la niñera de sus hijos, porque ella no puede hacerse cargo de ellos en su estado.
Básicamente, el director juega mostrándonos la vida desde el punto de vista de Julia, ocultándonos la "verdadera realidad" hasta la escena final.

## Reparto
| Intérprete      | Personaje        |
| --------------- | ---------------- |
| Ariadna Gil     | Julia            |
| Jordi Mollà     | Samuel           |
| Nacho Pérez     | Félix            |
| Omar Muñoz      | Luís             |
| Mar Sodupe      | María            |
| Alex Brendemühl | Jefe de personal |
| Félix Granado   | Paramédico       |

## Comentarios
En esta película se plantea los miedos que puede suponer la vida cotidiana. Los planos de los ojos de cada protagonista son los que determinan el grado de subjetividad de lo que estamos viendo. 